# José Ricardo Morales Malva
José Ricardo Morales Malva (Màlaga, 1915 - Santiago de Xile, 19 de febrer de 2016) fou un escriptor valencià. Va conrear sobretot el teatre i l'assaig. En acabar la Guerra Civil espanyola s'exilià a Xile, país en què va desenvolupar la major part de la seua tasca literària i intel·lectual i en el qual va viure fins a la seua mort. Va ser membre de l'Acadèmia Xilena de la Llengua.

## Biografia
De família valenciana, va nàixer a Màlaga a causa del trasllat momentani dels seus pares a aquesta ciutat andalusa. Quan tenia poc més d'un any, la seua família tornà a la capital valenciana, on Morales visqué fins que va haver d'eixir d'Espanya. A la Universitat de València va estudiar Magisteri i després Filosofia i Lletres.
El 1935 ingressà a la FUE (Federació Universitària Escolar), associació universitària progressista que pretenia modernitzar la vida a la universitat espanyola. Hi va dirigir la secció cultural des de 1936 fins al final de la contesa civil. D'aquesta manera feu coneixences amb personatges de la vida cultural valenciana del moment, com ara Juan Gil-Albert, Ricardo Muñoz Suay, Vicente Gaos, Josep Renau, entre d'altres. Fonamental per a la seua formació com a dramaturg fou la participació en el grup teatral El Búho (El Mussol), dirigit primer per Lluís Llana Moret i més tard per Max Aub. El contacte amb aquest darrer autor va ser decisiu per a la inclinació de Morales envers una tipus de teatre renovador i experimental. Per a El Búho escrigué Morales les seues primeres obres teatrals, com ara Burlilla de don Berrendo, doña Caracolines y su amante i Smith Circus, industria controlada.
Durant la guerra fou comissari de brigada del 183é batalló de la 46a Brigada mixta de València de l'Exèrcit republicà. Ni abans ni durant la guerra va militar en cap partit polític. Després de la desfeta del govern de la República passà a França, on va ser internat al camp de Saint-Cyprien, un dels camps de concentració en què el govern de Vichy —col·laboracionista amb el nazis— aplegà els refugiats espanyols. Benauradament, pogué embarcar al Winnipeg, el vaixell que el poeta xilé Pablo Neruda va noliejar per tal de traure de França els exiliats espanyols i dur-los a Xile. A aquest país arribà el 4 de setembre de 1939.
A Santiago de Xile continuà els estudis universitaris. Es doctorà amb una tesi sobre paleografia de documents. Hi va dirigir el TEU (Teatre Experimental Universitari) de la Universitat Catòlica de Santiago de Xile, juntament amb Pedro de la Barra, on va continuar la tasca de renovació de les formes teatrals que havia iniciat a València.
Morales fou un dels fundadors, al costat d'altres exiliats espanyols, com ara Arturo Soria i el filòsof Josep Ferrater Mora, i d'alguns intel·lectuals xilens, de l'editorial Cruz del Sur. En aquesta editorial publicà l'antologia Poetas en el destierro, que aplegava poemes d'Antonio Machado, Juan Ramón Jiménez, León Felipe, José Moreno Villa, Pedro Salinas, Jorge Guillén, Juan Larrea, Emilio Prados, Rafael Alberti, Luis Cernuda i Manuel Altolaguirre. A més, hi va dirigir la col·lecció «La fuente escondida» que pretenia fer conéixer, mitjançant antologies, l'obra de poetes poc coneguts dels Segles d'Or espanyols, com ara José de Valdivielso, Francisco de Figueroa, Luis Barahona de Soto i el Comte de Villamediana.

## Obres
- Bárbara Fidele [1944-1947][a] Santiago de Xile: Cruz del Sur, 1952.
- Burlilla de Don Berrendo, Doña Caracolines y su amante [1938] Santiago de Xile, El Gallinero, 1955.
- La vida imposible (Tres obras en un acto): De puertas adentro, Pequeñas causas y A ojos cerrados [1944-1947] Espanya / Santiago de Xile, 1955.
- Los culpables, dins Anales de la Universidad de Chile, any CXXII, núm. 13, 1964.
- Teatro de una pieza, seis obras en un acto: La odisea, La grieta, Prohibida la reproducción, La teoría y el método, El canal de la Mancha y La adaptación al medio [1963-1965] Santiago de Xile: Editorial Universitaria, 1965.
- Hay una nube en su futuro [1965] Santiago de Xile: Zig-Zag, 1966 (inclosa a l'antologia Teatro chileno actual).
- La cosa humana y Oficio de tinieblas, a Anales de la Universidad de Chile, any CXXIIII, núm. 138, 1966.
- Las horas contadas [1967] a la revista Árbol de Letras, Santiago de Xile: Editorial Universitaria, 1968.
- Cómo el poder de las noticias nos da noticias del poder [1969], obra de teatre publicada a la revista Primer Acto Madrid (1970).
- El segundo piso [1968], a Revista de Occidente, núm. 91, Madrid (1970)
- Teatro (Burlilla de don Berrendo doña Caracolines y su amante, Pequeñas causas, Prohibida la reproducción, La odisea, Hay una nube en su futuro y Oficio de tinieblas). Madrid: Taurus, 1971
- Teatro (Un marciano sin objeto y Cómo el poder de las noticias nos da noticias del poder), Santiago de Xile: Editorial Universitaria (Colección Cormorán), 1971.
- No son farsas, cinco anuncios dramáticos (Orfeo y el desodorante o el último viaje a los infiernos [1972]; La cosa humana [1966]; El inventario [1971]; El material [1972]; No hay que perder la cabeza o las preocupaciones del doctor Guillotin [1973], Santiago de Xile: Editorial Universitaria (Colección Cormorán), 1974.
- Teatro Inicial (Burlilla de don Berrendo doña Caracolines y su amante, El embustero en su enredo, La vida imposible y El juego de la verdad [1952]), Santiago de Xile: Ediciones de la Universidad de Chile, 1976.

## Premis i reconeixements
- Premi Pen Club de Xile (1971)
- Beca Guggenheim (EUA, 1972)
- Premi Federico García Lorca (Espanya, 1990)
- Condecoració de l'Orde d'Isabel la Catòlica (Espanya, 1995)
- Premi de la Corporació Pro Ecologia de Xile (2000)
- Medalla Rectoral de la Universitat de Xile (2000)
- Medalla Pedro de la Barra al Mèrit Cultural (Xile, 2002)
- Soci d'honor de l'Associació d'Autors de Teatre (Espanya, 2003)

A més, ha sigut postulat quatre vegades per l'Acadèmia Xilena de la Llengua per al Premi Cervantes.